# Réseau ferré national (France)
Pour les articles homonymes, voir Réseau ferré national.
Ne doit pas être confondu avec Réseau ferré de France.

Évolution du réseau ferré national de 1826 à 2020.

En France, le réseau ferré national (RFN) est constitué des lignes de chemin de fer et d'infrastructures ferroviaires appartenant à l'État et dont SNCF Réseau est affectataire.
La Société nationale des chemins de fer français (SNCF) en est dépositaire du 1er janvier 1983, lors de sa constitution sous forme d'établissement public à caractère industriel et commercial (EPIC) jusqu'au 13 février 1997, sur la base du réseau concédé par l'État qui l'a constitué depuis 1938 à partir de ceux des anciennes grandes compagnies ferroviaires. Du 13 février 1997 au 31 décembre 2014, le réseau ferré national appartient à l'EPIC Réseau ferré de France (RFF), sa maintenance et son exploitation sont déléguées à la SNCF. Le 1er janvier 2015, consécutivement à la disparition de RFF, il devient propriété de SNCF Réseau, qui le gère et l'exploite directement. En 2020, il devient propriété de l'État, tout en restant confié à SNCF Réseau.
En 2018, comptant plus de 28 000 km de voies ferrées exploitées et plus de 2 800 haltes et gares desservies, la France possède le deuxième plus grand réseau en Europe (derrière l'Allemagne), ainsi que le premier réseau de lignes à grande vitesse. La plus grande part (81 %) de la circulation sur le réseau est représentée par le transport de voyageurs (1,35 milliard de personnes transportées avec un taux d'occupation moyen de 45 %). Le train est cependant fortement concurrencé par le camion et la route voire par l’avion. La France a développé son réseau à grande vitesse, mais en abandonnant de nombreuses petites lignes et gares, ce qui a contribué, en milieu rural, à rendre l'accès à certains services plus difficile. Ces petites lignes sont jugées peu rentables, en raison de leur coût élevé pour une faible fréquentation, ainsi que pour leur impact environnemental lorsqu'elles ne sont pas électrifiées.

## Histoire

### Sous les anciennes compagnies

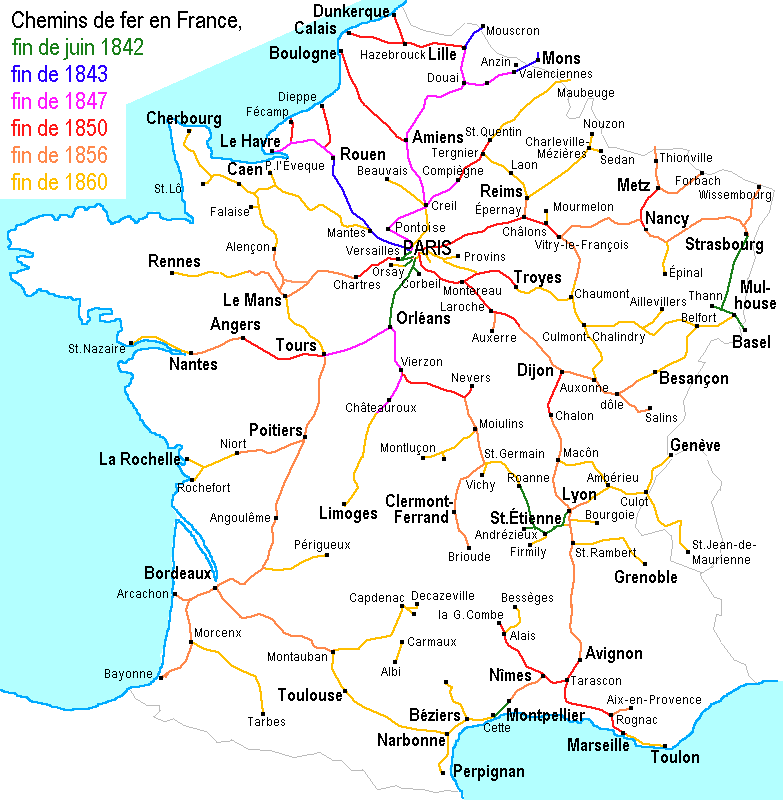
Développement du réseau ferré français au cours du XIXe siècle.

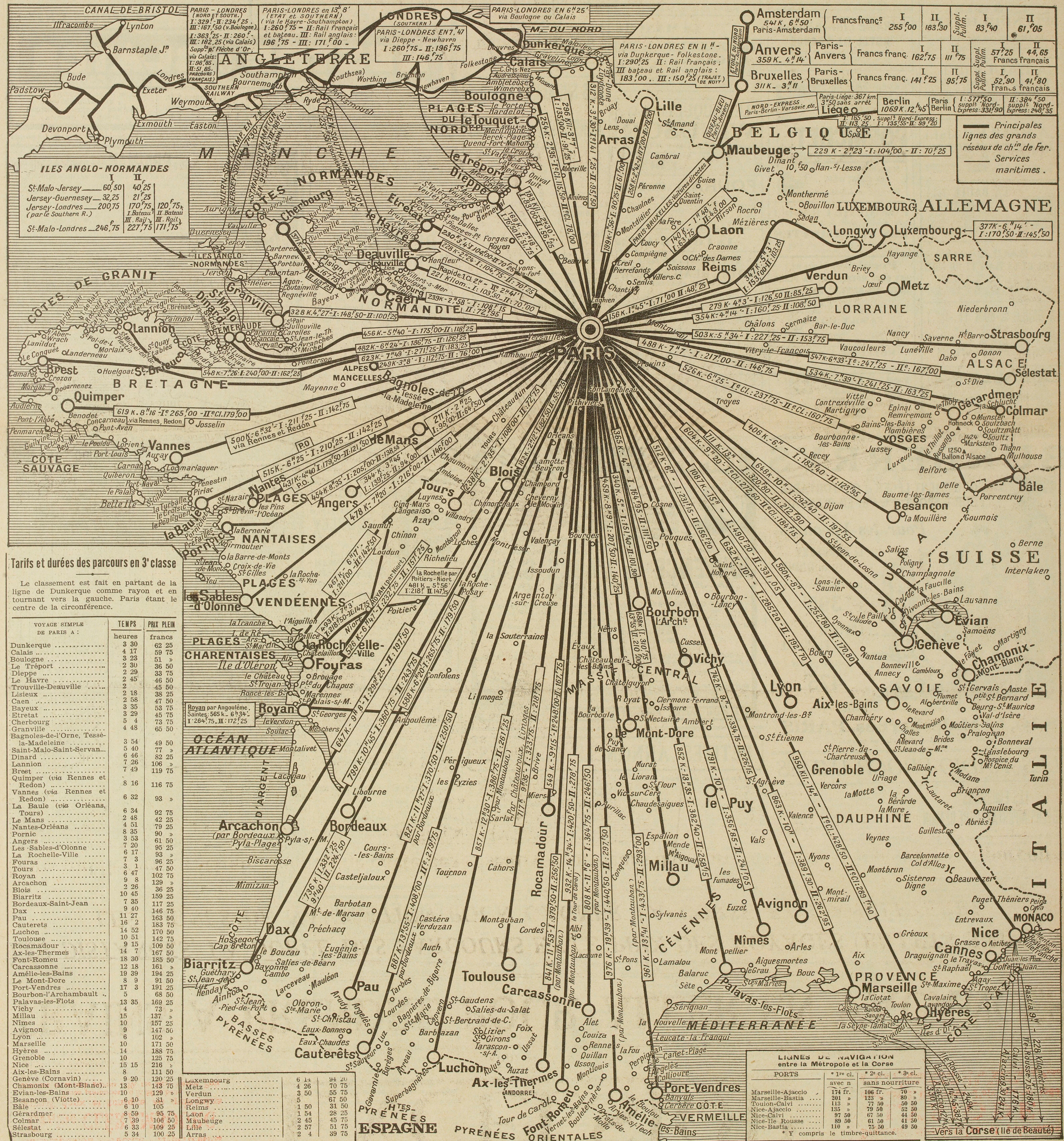
Carte des trains à prendre pour partir en vacances depuis Paris, parue dans le quotidien Excelsior le 21 juin 1934.

La toute première ligne de chemin de fer française, et également la première d'Europe continentale, est la ligne de Saint-Étienne à Andrézieux accordée par ordonnance du roi Louis XVIII à Louis-Antoine Beaunier en 1823 et ouverte le 30 juin 1827. Longue de 18 km, elle était destinée au transport du charbon des mines du bassin houiller de la Loire vers le fleuve. Elle sera ouverte aux voyageurs le 1er mars 1832.
La loi relative à l'établissement des grandes lignes de chemins de fer (également appelée « charte des chemins de fer »), adoptée le 11 juin 1842 définit le régime des chemins de fer en France en créant un modèle de partenariat public-privé. L'État devient propriétaire des terrains retenus pour les tracés des lignes et finance la construction des infrastructures (ouvrages d'art et bâtiments). L'usage est concédé à des compagnies privées qui construisent les superstructures (voies ferrées, installations), investissent dans le matériel roulant et disposent d'un monopole d'exploitation sur leurs lignes.
Rapidement le réseau ferroviaire va se développer à travers tout le pays. La construction du réseau s'est faite depuis Paris sous la forme d'un réseau en étoile, dite étoile de Legrand.
Le plan Freycinet, adopté en 1879, prévoit de relier chaque sous-préfecture au réseau ferré.
Le réseau atteint 3 000 km dès 1852 puis 17 000 km en 1870 et 26 000 km en 1882.
L'Alsace-Lorraine est annexée à l'Empire allemand en 1871. Par conséquent son réseau ferroviaire est exploité par la Direction générale impériale des chemins de fer d'Alsace-Lorraine (EL). Lors du retour à la France de l'Alsace-Lorraine, après la Première Guerre mondiale, ce réseau est exploité par l'Administration des chemins de fer d'Alsace et de Lorraine, créée en 1919 et gérée par l'État, la Compagnie des chemins de fer de l'Est, qui l'exploitait avant 1871, n'ayant pas souhaité le récupérer.
En 1914, le réseau ferré français d'intérêt général atteint 39 400 km, puis 42 000 km à son apogée à la fin des années 1920. S'y ajoute le réseau d'intérêt local, d'une extension maximum en 1928 de 20 921 km de lignes, exploitées en régie directe par les conseils généraux ou par diverses compagnies privées pour le compte des départements. Le total représente environ 63 000 km de voies ferrées en France métropolitaine. Ce réseau local décline rapidement à partir des années 1930 ; en 2010, il en reste 70 km.
En 1937, juste avant la création de la SNCF, le réseau ferré français est exploité par la Compagnie des chemins de fer du Nord (Nord), la Compagnie des chemins de fer de l'Est (Est), la communauté d'intérêt financière, commerciale et technique des Compagnies des chemins de fer de Paris à Orléans et du Midi et du Canal latéral à la Garonne (dite PO-Midi), la Compagnie des chemins de fer de Paris à Lyon et à la Méditerranée (PLM), auxquelles s'ajoutent les Syndicats du chemin de fer de Grande Ceinture et de Petite Ceinture et les deux administrations nationales, les chemins de fer d'Alsace-Lorraine (AL) et les chemins de fer de l’État (État).

### Sous la SNCF

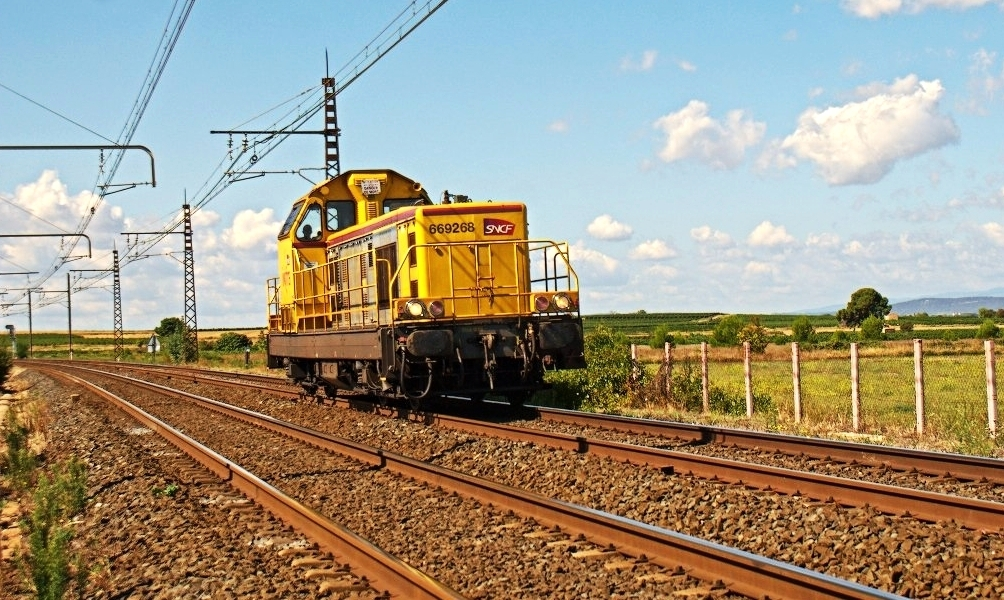
Une BB 69200 de SNCF Infra.

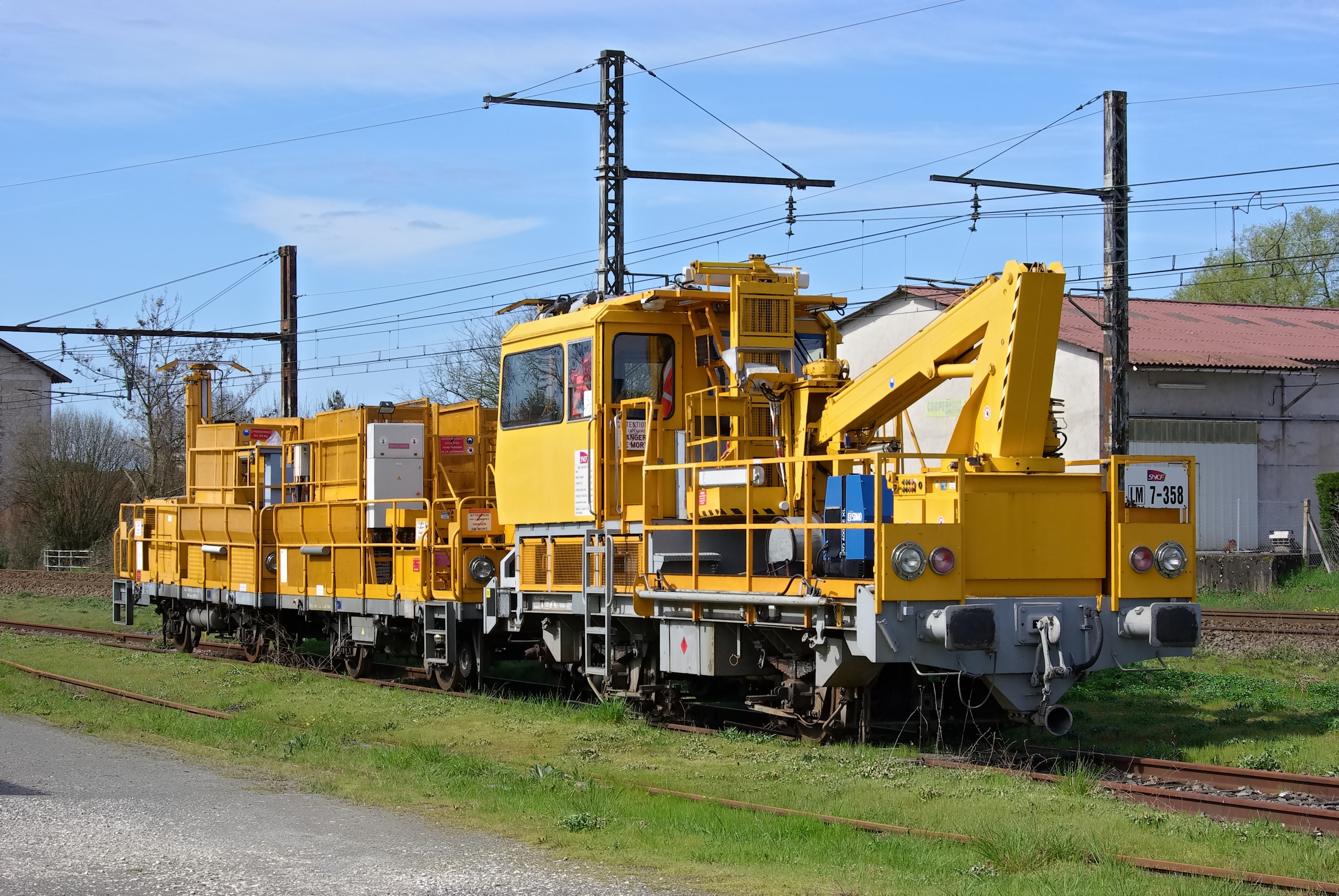
Un train de travaux SNCF.

La Société nationale des chemins de fer français a été créée par convention du 31 août 1937 entre l’État et les différentes compagnies privées de l'époque : Nord, Est, PO, Midi, PLM, les syndicats du chemin de fer de Grande Ceinture et de Petite Ceinture et les administrations nationales des chemins de fer d'Alsace et de Lorraine et des chemins de fer de l’État. Le 1er janvier 1938, l’exploitation des lignes de ces anciennes compagnies, syndicats et administrations est transférée à la nouvelle SNCF, les anciennes compagnies de chemin de fer restant propriétaires de leur domaine privé propre.
À sa création, la SNCF est une société d'économie mixte, elle exploite un réseau de 42 500 km de voies (dont 8 % sont électrifiées) et s'organise autour de cinq régions : Est, Nord, Ouest, Sud-Est et Sud-Ouest. Ces régions correspondent aux réseaux des anciennes compagnies, le réseau d'Alsace-Lorraine étant intégré à la région Est. La SNCF exploite également les lignes concédées par la Société royale grand-ducale des chemins de fer Guillaume-Luxembourg (GL) qui étaient auparavant exploitées par l'Administration des chemins de fer d'Alsace et de Lorraine.
La création de la SNCF s'accompagne du renforcement de la politique de coordination rail-route amorcée en 1934 qui décide d'un important programme de fermetures de lignes. 9 546 km sont fermées au service voyageurs à la fin de 1939, la plus grande partie en 1938 et 1939. La grande majorité reste cependant exploitée pour la desserte marchandises en attendant la fermeture à tous trafics généralement plus tardive. Les fermetures voyageurs et fret se poursuivent à partir des années 1950, atteignant en 2011 un total de plus de 17 000 km de lignes fermées à tout trafic.
Après la seconde annexion allemande de l'Alsace-Lorraine, c'est la Deutsche Reichsbahn qui gère le réseau ferroviaire de l’Alsace et de la Moselle et le réseau Guillaume-Luxembourg pendant la Seconde Guerre mondiale, du 1er juillet 1940 jusqu'à la Libération (à compter de septembre 1944).
La sixième région, Méditerranée, est créée en 1947.
La première ligne à grande vitesse française est la LGV Sud-Est, dont le premier tronçon a été inauguré le 22 septembre 1981.
Le 1er janvier 1983, la SNCF devient un établissement public à caractère industriel et commercial (EPIC).

### La création de RFF
Réseau ferré de France (RFF) est créé le 13 février 1997 par scission de la SNCF.
Cette création a pour but de séparer deux activités bien distinctes : la gestion de l'infrastructure ferroviaire d'une part, et l'organisation du service de transport de l'autre. Elle répond aux directives européennes visant à créer un espace ferroviaire supranational. Elle a deux conséquences : en reprenant les dettes liées à l'infrastructure, RFF désendette la SNCF, et en gérant uniquement l'infrastructure, elle permet l'ouverture du réseau à d'autres opérateurs sans risque de conflit d'intérêts.
Cependant si RFF devient propriétaire du réseau, Infra, le service de maintenance et d'exploitation du réseau demeure au sein de la SNCF. Cela permet à RFF de faire appel à des entreprises tierces, quand elles sont moins chères.
La propriété du « domaine public ferroviaire » est transférée pour l'essentiel à Réseau ferré de France lors de sa création en 1997 : 30 000 kilomètres de lignes en service et 108 000 hectares répartis sur plus de 10 000 communes. La SNCF, quant à elle, reste affectataire des « voies industrielles » (ateliers d'entretien du matériel, dépôts, halles à marchandises, etc.) ainsi que des bâtiments à vocation commerciale et administrative (notamment les bâtiments voyageurs des gares) soit 7 000 hectares ; certaines zones, proportionnellement très limitées mais quantitativement non négligeables, sont restées litigieuses très longtemps avant que l’État n'impose, entre 2005 et 2006, un arbitrage externe.
Entre le 13 février 1997 et le 31 décembre 2014, Réseau ferré de France est propriétaire et gestionnaire du réseau ferré national, la Société nationale des chemins de fer français étant gestionnaire délégué, (défini par le décret 2002-1359), consistant concrètement en l'ensemble des infrastructures ferroviaires : voies, quais, postes d'aiguillage ; les bâtiments voyageurs des gares ainsi que plusieurs centaines de voies de service destinées au stationnement du matériel roulant appartiennent toujours à la SNCF.

### Réunification de RFF et de la SNCF
Une nouvelle réforme du système ferroviaire est adoptée par le Sénat et l'Assemblée nationale en 2014. Elle prévoit la réunification de la SNCF et de RFF au sein d'une même entité au 1er janvier 2015. À cette occasion une nouvelle organisation sera mise en place. La SNCF s'articulera autour de trois EPIC : un EPIC de tête SNCF, le gestionnaire de l'infrastructure SNCF Réseau et SNCF Mobilités chargé de l'exploitation des trains.
RFF cesse d'exister le 31 décembre 2014 et la nouvelle organisation de la SNCF est effective le 1er janvier 2015.
La SNCF (par l'intermédiaire de SNCF Réseau et SNCF Mobilités) devient alors propriétaire du réseau ferré national et de l'ensemble des gares et infrastructures ferroviaires, elle est à la fois propriétaire, gestionnaire et exploitant du réseau.
La loi portant nouvelle organisation territoriale de la République (NOTRe) de 2015 donne la possibilité aux régions et intercommunalités de devenir propriétaires des lignes capillaires fret du réseau ferré national. Les lignes capillaires fret représentent environ 3 000 km de voies (soit 10 % du RFN).
Deux nouvelles lignes à grande vitesse sont mises en service le 2 juillet 2017, la LGV Bretagne-Pays de la Loire et la LGV Sud Europe Atlantique, cette dernière étant financée grâce à un partenariat public-privé. Lors de l'inauguration de la LGV Bretagne-Pays de la Loire, le président Emmanuel Macron a déclaré : « la promesse que je veux qu’ensemble nous tenions pour les années à venir, c’est ceci : (…) ne pas relancer de grands projets nouveaux mais s’engager à financer le renouvellement des infrastructures ».
L'ordonnance no 2019-552 du 3 juin 2019 portant diverses dispositions relatives au groupe SNCF, dans son article 9, attribue la propriété du réseau ferré national à l'État,, tout en déclarant SNCF Réseau, devenue société anonyme à capitaux publics en janvier 2020, attributaire de ce réseau.

### Fermetures de lignes
Après une première vague limitée pour l'essentiel à la suppression de la desserte voyageurs en 1938 et 1939 par application des mesures de coordination des transports, les fermetures reprennent après la Seconde Guerre mondiale et s'étendent aux lignes encore ouvertes au trafic marchandises.
| Années | jusqu’en 1939 | 1940-1949 | 1950-1959 | 1960-1969 | 1970-1979 | 1980-1989 | 1990-1999 | 2000-2009 | Total  |
| --- | ------------- | --------- | --------- | --------- | --------- | --------- | --------- | --------- | ------ |
| Fermeture voyageurs | 9 539         | 2 442     | 2 088     | 2 667     | 2 811     | 1 012     | 438       | 297       | 21 294 |
| Fermetures marchandises | 117           | 1 347     | 3 088     | 1 614     | 3 225     | 3 970     | 3 197     | 589       | 17 130 |
| Notes : - le kilométrage des fermetures aux voyageurs et aux marchandises ne se cumulent pas. Les fermetures au trafic des marchandises portent pour la plupart sur des lignes antérieurement fermées à la desserte des voyageurs ou dans certains cas sur des fermetures concomitantes à ces deux types de desserte. Le total de 17 000 kilomètres correspond donc approximativement au réseau fermé ; - le kilométrage de lignes réservées au fret serait de l'ordre de 4 000 kilomètres. Contrairement à la situation des années 1950 à 1970 où la majorité des lignes voyageurs étaient également parcourues par des trains de marchandises, une grande partie des lignes du réseau actuel, en dehors de quelques grands axes, est limitée à la desserte de voyageurs. |               |           |           |           |           |           |           |           |        |

Déjà réduit de 42 000 kilomètres en 1937 à environ 28 000 kilomètres au XXIe siècle, le réseau ferré national pourrait encore perdre près de 9 000 kilomètres de lignes (soit près d'un tiers du réseau restant) dans les prochaines années. C'est en effet ce que préconise le rapport « Spinetta » paru le 15 février 2018. Cependant, lors de la présentation de la réforme de l'entreprise publique, le Premier ministre garantit que le rapport Spinetta ne sera pas suivi sur ce point.

## Réseau

### Généralités

Carte des principales lignes voyageurs du RFN et liaisons internationales.

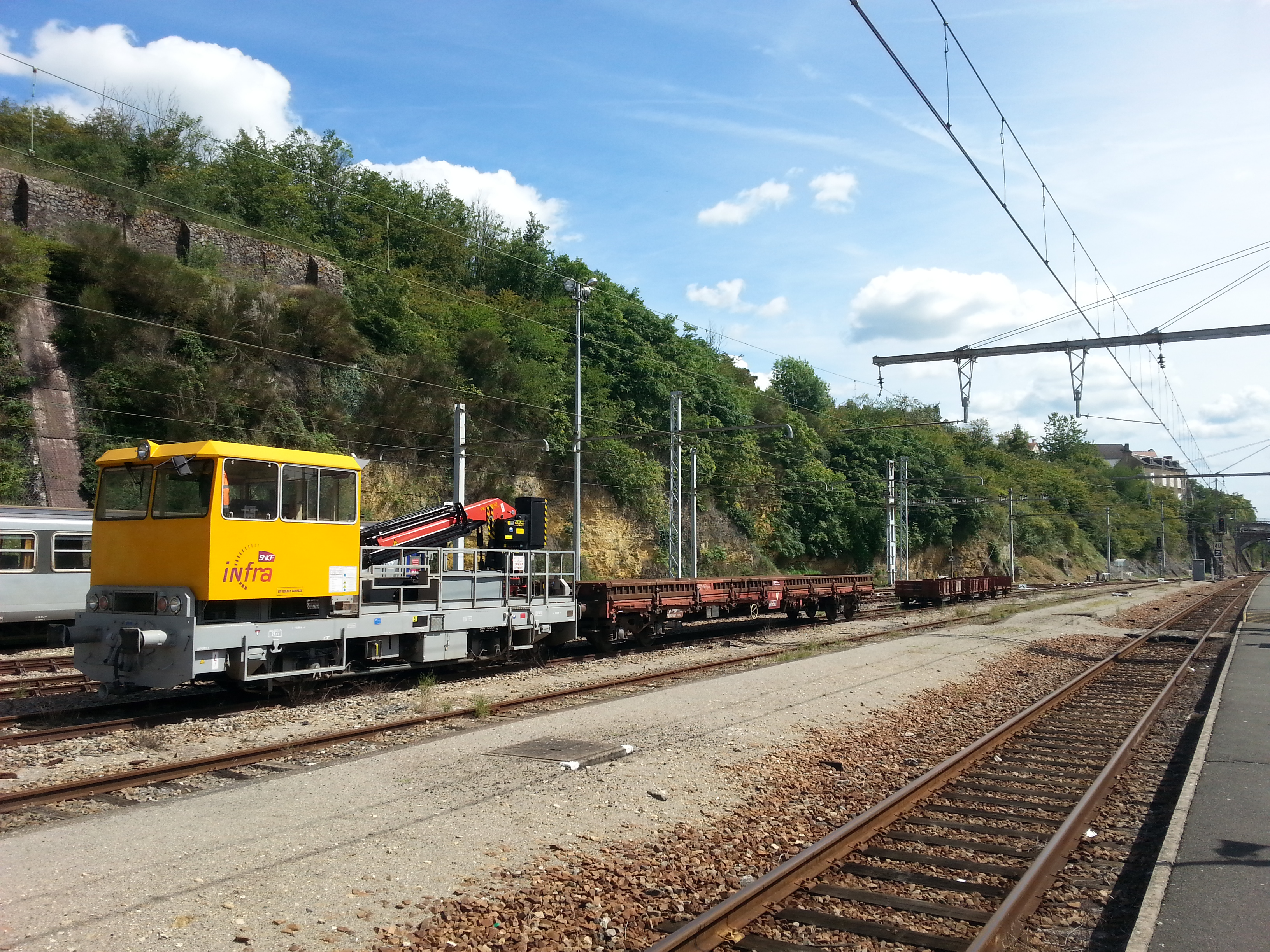
Une draisine SNCF.

L'État est propriétaire et SNCF Réseau affectataire des lignes et infrastructures ferroviaires en France à l'exception :
- de certaines sections du réseau express régional d'Île-de-France (RER) exploitées par la Régie autonome des transports parisiens (RATP), c'est-à-dire la ligne A — excepté les branches SNCF de Nanterre-Préfecture à Poissy et à Cergy-le-Haut — ainsi que la ligne B au sud de la gare du Nord ;
- de certaines lignes avec services de voyageurs toujours exploitées par des chemins de fer locaux : les chemins de fer de la Corse, la ligne de Nice à Digne ;
- de quelques lignes régionales[18] uniquement desservies par des trains de fret : dans l'Aisne[19] (ligne Saint-Quentin - Origny-Sainte-Benoite, ligne de Guignicourt - Berry-au-Bac), les Bouches-du-Rhône (ligne Pas-des-Lanciers – La Mède), dans l'Hérault (ligne Colombiers – Cazouls-lès-Béziers), dans les Landes[19] (ligne Laluque - Tartas) en Auvergne (réseau du Livradois-Forez) ;
- de certaines lignes faisant l'objet de concessions : tunnel sous la Manche, LGV Perpignan - Figueras ;
- de la section située en France de la ligne luxembourgeoise de Bettembourg à Volmerange-les-Mines via Dudelange-Usines (reliée uniquement au réseau ferroviaire du Luxembourg) ;
- des réseaux ferrés portuaires (RFP) ;
- des réseaux industriels privés ;
- de plusieurs centaines d'embranchements particuliers (aussi appelés installations terminales embranchées) privés desservant des chargeurs (usines, entrepôts, etc.) ;
- de la plupart des chemins de fer touristiques et vélorails ;
- des lignes situées en outre-mer ;
- des lignes de tramway ou de métro, gérées par les organismes de transports en commun de chaque ville ou agglomération ;
- des bâtiments voyageurs, maisons de gardes-barrières et postes d'aiguillages désaffectés et revendus à des particuliers.

D'après Danielle Brulebois, députée LREM et membre du conseil d'administration de l'Établissement public de sécurité ferroviaire, le réseau ferré français souffrirait de « 30 à 40 ans de sous-investissement ».

### Consistance du réseau
En 2022, le réseau ferré national, propriété de SNCF Réseau, compte environ 28 000 km de lignes en service dont environ 24 000 km ouvertes au service voyageurs, les autres lignes étant limitées à la desserte fret. Il comprend 2 700 km de lignes à grande vitesse, 1 576 tunnels pour une longueur cumulée de 656 km, 26 733 ponts et viaducs, 1 201 passerelles sur voies, 2 200 postes d'aiguillage dont 1 250 postes électriques et 15 000 passages à niveau.
Le point culminant du réseau appartenant à la SNCF est la gare de Bolquère - Eyne dans les Pyrénées-Orientales qui culmine à 1 593 m d'altitude : elle est desservie par les trains TER Occitanie de la ligne de Cerdagne.
Environ 15 000 trains circulent chaque jour sur le réseau ferré national.
Il s'agit par sa longueur du deuxième réseau ferré au sein de l'Union européenne, derrière le réseau de DB Netz en Allemagne.
En 2013, 3 029 gares SNCF étaient ouvertes au service voyageurs (Monaco inclus). En 2022, environ 2 850 gares ou points d'arrêt desservent le réseau voyageurs.
Près de 1 400 embranchements particuliers sont reliés au réseau ferré national et plus de 300 gares disposent de cours marchandises.
Le réseau comprend 15 687 km de lignes électrifiées dont 5 863 km, essentiellement au sud de Paris, en courant continu sous une tension de 1 500 volts. Le reste du réseau utilise le courant alternatif sous une tension de 25 000 volts.
L'écartement des rails est de 1 435 mm (voie normale). Cependant, trois lignes appartenant au réseau ferré national sont à voie métrique : le chemin de fer du Blanc-Argent, la ligne de Saint-Gervais-les-Bains-Le Fayet à Vallorcine (frontière) et la ligne de Cerdagne.
Les trains circulent du côté gauche sur les lignes à double voie du réseau ferré national excepté dans les départements du Bas-Rhin, du Haut-Rhin et de la Moselle où ils circulent du côté droit (à l'exception de quelques sections de ligne reliant l’Alsace-Moselle au reste du réseau national, comme entre Mulhouse et le Territoire de Belfort, ou sur la LGV Est). Ces trois départements ayant été annexés en 1871 par l'Allemagne, les normes en vigueur sur le réseau ferré allemand ont été maintenues après le retour à la France de l'Alsace-Moselle, en novembre 1918.
La signalisation ferroviaire française utilise plusieurs systèmes : sur les lignes à grande vitesse, elle est embarquée en cabine et repose sur les systèmes TVM 300 et 430. Sur les autres lignes, elle se fait par des signaux lumineux implantés sur le bord de la voie qui dépendent du cantonnement (block manuel, block automatique lumineux, BAPR). Sur quelques lignes peu fréquentées, on trouve encore une signalisation mécanique ou le régime de la voie unique à signalisation simplifiée (VUSS). Enfin, certaines lignes capillaires pour le fret sont exploitées sous le régime de la voie unique à trafic restreint (VUTR). La vitesse est contrôlée par le système KVB. Avec l'uniformisation de la signalisation ferroviaire en Europe, les LGV et certains axes importants de fret sont dotés, en complément, de la signalisation ERTMS.
Environ 15 000 km de lignes sont équipés du système global de communication mobile pour les voies ferrées (GSM-R).
Les chemins de fer de la Corse appartiennent à la collectivité de Corse et non à l'État. Les lignes corses possèdent cependant un numéro officiel, car elles ont été exploitées par la SNCF de 1983 à 2011. D'autres lignes d'intérêt local ayant été exploitées par la SNCF se sont aussi vu attribuer des numéros comme la ligne du chemin de fer de l'Est de Lyon ou celle de Colombiers à Cazouls-lès-Béziers, sans qu'elles n'appartiennent au réseau ferré national.
Certaines lignes portent un numéro officiel mais ne font plus partie du réseau ferré national ; elles ont pu être déclassées mais toujours exploitées pour un trafic touristique ou transférées à des tiers (collectivités territoriales, chambres de commerce et d'industrie, ports autonomes).
Enfin, le réseau ferré militaire compte 2 000 km de voies.

#### Exploitation déléguée
Il existe des lignes qui, bien que faisant partie du réseau ferré national, font l'objet d'un contrat d'affermage visant à déléguer leur exploitation. C'est notamment le cas des lignes :
- de Guingamp à Paimpol ;
- de Guingamp à Carhaix.

### Classement des lignes
Selon le classement de l'Union internationale des chemins de fer (UIC), les lignes du réseau national sont réparties en neuf catégories, selon l'importance du trafic. Aujourd'hui, les six premières catégories - les plus importantes, qui couvrent les lignes à grande vitesse, les grandes lignes électrifiées et le réseau francilien, soit près de 90 % du trafic - sont régulièrement entretenues et modernisées. Les trois dernières, soit un total de 15 000 kilomètres, le sont lorsque cela devient indispensable et en attendant sont affectées de limitations de vitesse plus ou moins étendues. Les services régionaux, plus nombreux et au matériel roulant grandement renouvelé, sont parfois gênés par cet état de fait. Il ne faut cependant pas oublier que RFF a hérité d'une part importante de la dette de la SNCF, ce qui n'était pas sans conséquence sur sa capacité de financement.

### Vitesses limites et performances
Le réseau est divisé en six niveaux de vitesse limites. Ces vitesses qui répondent aux divers besoins du transport ferroviaire, qui va de la desserte locale à la très grande vitesse sont répartis comme suit :
1. 1 - 100 km/h
2. 101 - 120 km/h
3. 121 - 140 km/h
4. 141 - 160 km/h
5. 161 - 200 km/h
6. 201 - 350 km/h

### Cartes

Les principales gares voyageurs du réseau.
Carte présentant les lignes électrifiées du réseau.

### Ouverture du réseau à la concurrence
Dans le transport ferroviaire, l'ouverture à la concurrence - ou libéralisation - désigne couramment la possibilité pour différentes entreprises de proposer leurs services de transport à des clients. En Europe, la gestion du réseau ferré est reconnue comme relevant d'un monopole naturel et les installations du réseau ferré comme une infrastructure essentielle dont l'accès est indispensable aux entreprises ferroviaires.
Sans ouverture du réseau à plusieurs entreprises de transport, il ne pourrait y avoir de concurrence possible entre elles. La séparation institutionnelle entre le gestionnaire d'infrastructure ferroviaire (RFF) et l'entreprise ferroviaire historique (SNCF) devait renforcer l'égalité entre entreprises ferroviaires et rendre la concurrence plus effective.
Au-delà des aspects généraux concernant l'ouverture à la concurrence du transport ferroviaire en France, l'ouverture du réseau se caractérise par :
- la publication d'un document de référence du réseau, exposant en particulier les modalités d'accès au réseau et le barème tarifaire de son utilisation ;
- la réception, le traitement et la réponse aux demandes de sillons de la part des différentes entreprises ferroviaires selon un processus unique et non discriminatoire ;
- l'information des entreprises ferroviaires sur leurs circulations (modifications des horaires, incidents, etc.) ;
- l'évolution des services proposés par RFF aux entreprises ferroviaires, selon des besoins qui peuvent être spécifiques. Différents types de contrats ont été signés entre RFF et différents clients (accords-cadres, conventions, etc.)[30].

## Définition et régime juridiques

### Historique
La « loi no 97-135 du 13 février 1997 portant création de l'établissement public Réseau ferré de France en vue du renouveau du transport ferroviaire » précise que « la consistance et les caractéristiques principales de ce réseau sont fixées par l'État, dans les conditions prévues à l'article 14 de la loi no 82-1153 du 30 décembre 1982 d'orientation des transports intérieurs. » (LOTI).
La définition et la consistance du réseau ferré national ont été précisées dans les deux décrets nos 97-444 et 97-445 du 5 mai 1997,. Le décret no 97-445 du 5 mai 1997 portant constitution du patrimoine initial de l'établissement public Réseau ferré de France précise dans son article 1er que « les biens apportés en pleine propriété à Réseau ferré de France, ci-après appelé RFF, en application de l'article 5 de la loi du 13 février 1997 susvisée, sont répartis en quatre catégories qui figurent en annexe au présent décret ». Ces quatre catégories correspondent respectivement aux voies, aux installations de télécommunication, aux bâtiments et installations, et aux autres actifs.

### Régime actuel

#### Code des transports
L'article L.2111-1 du code des transports indique : « La consistance et les caractéristiques principales du réseau ferré national sont fixées par voie réglementaire (…). La société SNCF Réseau est attributaire des lignes du réseau ferré national, propriété de l'Etat. ». Les lignes de chemin de fer font partie du domaine public immobilier de l'État.

#### Décret 97-444
Le « décret no 97-444 du 5 mai 1997 relatif aux missions de SNCF Réseau », précise dans son article 2 que « la consistance du réseau ferré national est fixée par décret. (…) La liste des lignes du réseau ferré national est tenue à jour par Réseau ferré de France (aujourd'hui SNCF Réseau). Les lignes ou sections de lignes auxquelles ont accès les entreprises ferroviaires sont précisées dans le document de référence du réseau ferré national prévu à l'article 17 du décret no 2003-194 du 7 mars 2003 modifié relatif à l'utilisation du réseau ferré national. »

#### Décret 2002-1359
Le RFN est défini dans le « décret 2002-1359 du 13 novembre 2002 fixant la consistance du réseau ferré national ». Il s'agit (extrait de l'art. 1 du décret) des :
- lignes concédées par l'État à la SNCF avant le 31 décembre 1982 et non retranchées du RFN ;
- lignes ayant fait l'objet d'une DUP depuis le 1er janvier 1983 et mises en exploitation par la SNCF ou par RFF ;
- lignes incorporées au RFN et non retranchées de ce réseau ;
- lignes dites « voies mères d'embranchement ».

Ce texte précise dans son article 2 que « la liste des lignes ou sections de lignes composant le réseau ferré national est annexée à l'arrêté prévu au troisième alinéa de l'article 2 du décret du 5 mai 1997 susvisé » (décret 97-444).

#### Décret 2003-194
Le décret no 2003-194 du 7 mars 2003 relatif à l'utilisation du réseau ferré national introduit la notion de document de référence du réseau ferré national qui contient l'ensemble des informations nécessaires à l'exercice des droits d'accès au réseau ferré national. L'élaboration en est à la charge de Réseau ferré de France (aujourd'hui SNCF Réseau).
Le document de référence comprend notamment une présentation de la consistance et des caractéristiques de l'infrastructure.

#### Les arrêtés
Plusieurs arrêtés ministériels se sont succédé pour fixer les sections élémentaires du réseau ferré national et la liste des gares donnant lieu au versement du droit de réservation des arrêts en gare, le dernier en date du 4 décembre 2006. Pour consulter la liste annoncée en annexe, le lecteur est renvoyé sur le site Internet du Ministère des Transports, qui renvoie lui-même au document de référence du réseau sur le site de SNCF Réseau.

## Statut des lignes

### Ligne ouverte au trafic
Une ligne est ouverte (en totalité ou sur une partie) lorsqu'elle donne lieu à la perception d'une redevance d'usage pour un trafic ferroviaire. La liste est mise à jour dans le document de référence du réseau. Elle peut être empruntée par des trains de voyageurs et des trains de marchandises. Certaines lignes sont exploitées uniquement pour le trafic voyageurs alors que d'autres le sont seulement pour le fret.

### Ligne neutralisée
Une ligne est neutralisée (en totalité ou sur une partie) lorsque son accès est bloqué par des moyens physiques (traverses en croix, boulon bloquant l'aiguille d'accès) mais pouvant être rouverte après la prise de mesures techniques de sauvegarde.

### Ligne fermée
Une ligne est fermée (en totalité ou sur une partie) lorsque le conseil d'administration de SNCF Réseau a prononcé sa fermeture, après avoir soumis son projet au Conseil régional compétent pour organiser les transports ferroviaires régionaux de voyageurs (conformément à l'article 22 du décret no 97-444) et pour laquelle le ministre des Transports n'a pas exprimé d'opposition. La ligne peut être fermée et la voie maintenue en place, soit pour des besoins de défense nationale, soit pour la mise à disposition d'un tiers (cyclo-draisine, chemin de fer touristique, collectivité), soit à la demande du ministre en vue d'un usage ultérieur.

### Ligne retranchée
Une ligne est retranchée (en totalité ou sur une partie) lorsque le conseil d'administration de Réseau ferré de France a prononcé son retranchement. Introduit à la création de RFF en 1997, le retranchement de ligne n'existe plus depuis la parution du décret no 2006-1517 du 4 décembre 2006. Durant cette période, le retranchement d'une ligne emportait son retrait du réseau ferré national.
Si la possibilité de retranchement de ligne n'existe plus, les lignes retranchées entre 1997 et 2006 sans changement de statut ultérieur relèvent toujours de ce statut.

### Ligne déclassée
Une ligne est déclassée (en totalité ou sur une partie) lorsque SNCF Réseau en a prononcé le déclassement, après autorisation de fermeture sans maintien de la voie. SNCF Réseau peut procéder au déclassement :
- unilatéralement dans les cinq ans à la suite de l'autorisation de fermeture (article 4 du décret no 2019-1516 relatif aux règles de gestion domaniale applicables à la société SNCF Réseau) ;
- après autorisation du ministre des transports au-delà de cinq ans à la suite de l'autorisation de fermeture (article 3 du décret no 2019-1516).

Lorsqu'elle est déclassée, la ligne passe du domaine public au domaine privé (elle ne fait en tout cas plus partie du réseau ferré national). Une fois la ligne déclassée, SNCF Réseau peut vendre les terrains.
Certaines lignes déclassées peuvent toujours être exploitées (train touristique voire transport régulier de fret ou de voyageurs).

### Ligne en projet
Une ligne non concédée en projet se voit attribuer un numéro de ligne au plus tard lorsque la déclaration d'utilité publique est prononcée, afin d'identifier et référencer tous les documents.

### Ligne déposée
Il ne s'agit pas là d'un statut de la ligne, mais d'un état de la ligne, renvoyant à la présence ou non de la voie ferrée. Une ligne peut être déposée lorsqu'elle est fermée ou déclassée.

## Liste (non exhaustive) des lignes

### Région Est
Légende :  (1) Ligne exploitée ; (2) Ligne neutralisée ; (3) Ligne fermée ; (4) Ligne déclassée ; (5) Ligne retranchée ; (6) Ligne déposée ; (7) Ligne en projet (situation au 24 juillet 2019)

### Région Nord
Légende :  (1) Ligne exploitée ; (2) Ligne neutralisée ; (3) Ligne fermée ; (4) Ligne déclassée ; (5) Ligne retranchée ; (6) Ligne déposée ; (7) Ligne en projet (situation au 24 juillet 2019)

### Région Ouest
Légende :  (1) Ligne exploitée ; (2) Ligne neutralisée ; (3) Ligne fermée ; (4) Ligne déclassée ; (5) Ligne retranchée ; (6) Ligne déposée ; (7) Ligne en projet (situation au 24 juillet 2019)

### Région Sud-Ouest
Légende :  (1) Ligne exploitée ; (2) Ligne neutralisée ; (3) Ligne fermée ; (4) Ligne déclassée ; (5) Ligne retranchée ; (6) Ligne déposée ; (7) Ligne en projet (situation au 24 juillet 2019)

### Région Sud-Est
Légende :  (1) Ligne exploitée ; (2) Ligne neutralisée ; (3) Ligne fermée ; (4) Ligne déclassée ; (5) Ligne retranchée ; (6) Ligne déposée ; (7) Ligne en projet (situation au 24 juillet 2019)

### Lignes d'Île-de-France
Légende :  (1) Ligne exploitée ; (2) Ligne neutralisée ; (3) Ligne fermée ; (4) Ligne déclassée ; (5) Ligne retranchée ; (6) Ligne déposée ; (7) Ligne en projet (situation au 24 juillet 2019)

### Lignes de Corse
Les trois lignes de Corse ne font pas partie du réseau ferré national. Les deux lignes avec services de voyageurs encore en exploitation sont gérées par les Chemins de fer de la Corse, l'infrastructure étant la propriété de la Collectivité de Corse.
Des numéros pour ces lignes ont été créés dans la nomenclature RFN pour les besoins informatiques, lorsque la SNCF en assurait l'exploitation (de 1983 à 2012).
| N° ligne | Intitulé                           | Etat de la ligne           |
| -------- | ---------------------------------- | -------------------------- |
| 995 000  | Ligne de Bastia à Ajaccio          | Ligne en service           |
| 996 000  | Ligne de Ponte-Leccia à Calvi      | Ligne en service           |
| 997 000  | Ligne de Casamozza à Porto-Vecchio | Ligne déclassée et déposée |